# Alois Urban Piscalar
Alois Urban Piscalar SJ (* 24. Mai 1817 in Stimpfach; † 7. November 1892 in Feldkirch) war ein deutscher römisch-katholischer Priester und Schulmann.

## Leben
Er studierte in Tübingen Philosophie und katholische Theologie bei Johann Adam Möhler. Nach der Priesterweihe 1840 legte er nach weiteren Studien 1846 das württembergische Staatsexamen ab und unterrichtete bis 1854 am Gymnasium in Ellwangen. 1854 trat er in Gorheim in den Jesuitenorden ein. Nach der Gründung der Stella Matutina (Jesuitenkolleg) 1856 unterrichtete er dort vor allem klassische Philologie, Religion und Hebräisch. Daneben wirkte er 18 Jahre als Studienpräfekt und Gymnasialdirektor, 11 Jahre als wirtschaftlicher Verwalter und 10 Jahre als Rektor des gesamten Kollegs.

## Schriften (Auswahl)
- Zustände der heidnischen Welt zur Zeit der Erscheinung Christi. Stuttgart 1847.
- Der selige Ignaz von Azevedo und seine Gefährten, oder: Die vierzig Märtyrer aus der Gesellschaft Jesu. Sigmaringen 1856, OCLC 65636952.
- Aus dem Leben des ehrwürdigen Philipp Jeningen. Priester der Gesellschaft Jesu. Paderborn 1859, OCLC 54225111.
- Zur Frage über das Jesuiten-Gymnasium in Feldkirch. Innsbruck 1863, OCLC 266863713.
- Erinnerungen an Augustin Link. Priester der Gesellschaft Jesu. Schwäbisch Gmünd 1892, OCLC 1021042380.